# Ryszard Kaczorowski
Ryszard Kaczorowski   (Białystok, 26 de novembre de 1919 - Smolensk, 10 d'abril de 2010) va ser un estadista polonès. Del 19 de juny de 1989 al 22 de desembre de 1990 va ser el sisè i últim president de la República de Polònia a l'exili. Va morir en el desastre aeri de Smolensk, que va posar fi a la vida de desenes de líders polonesos, inclòs el president en funcions Lech Kaczyński.

## Biografia

### Segona Guerra Mundial
Com el seu predecessor Kazimierz Sabbat, prové de les files de l'escoltisme polonès. Després de l'inici de la Segona Guerra Mundial, quan l'est de Polònia va ser ocupat per l'URSS, es va convertir en membre de l'organització escolta subterrània Szare Szeregi (Gris) i enllaç entre la seva organització i l'Armia Krajowa (AK o Exèrcit interior), el moviment més gran de resistència polonesa. El juliol de 1940 va ser arrestat per la policia secreta soviètica (NKVD) i condemnat a mort el febrer de 1941. El veredicte es va commutar finalment per deu anys de presó. Va ser deportat a un camp de treball al Gulag de Kolimà (Rússia Oriental).
El 1941, després de la invasió alemanya de l'URSS, Kaczorowski, com la majoria dels captius polonesos encara vius, va ser "amnistiat" després dels acords de Sikorski-Maysky que autoritzaven la formació d'un exèrcit polonès a l'URSS, i va entrar al 2 Cos d’exèrcit del general Anders. Com a soldat, va participar en la campanya italiana i va lluitar entre altres llocs a Monte Cassino.

### Després de la guerra
Després de la guerra, va estudiar a Londres en un institut de comerç internacional i, posteriorment, va treballar a la indústria britànica. Al mateix temps, continua tractant l'escoltisme com a president de l'organització d'exploradors polonesos a l'exili; va presidir la trobada mundial d'exploradors a l'abadia de Monte Cassino El 1969 i a Bèlgica El 1982 i va conduir a la delegació polonesa a l’Internacional Jamboree de 1957.
Ryszard Kaczorowski va ser un membre influent des del 1949 del tercer i darrer Consell Nacional de Polònia, òrgan consultiu i expert del president de la República i del govern polonès a l'exili. El 1986 es va convertir en ministre del mateix govern.
Després de la mort de Kazimierz Sabbat, El 19 de juny de 1989, en virtut de les disposicions de la Constitució polonesa d'abril de 1935 de la Segona República sobre la qual les autoritats a l'exili basen la seva legitimitat, Kaczorowski esdevé president de la República de Polònia a l'exili. Pocs mesos després d’assumir el càrrec, va néixer la Tercera República de Polònia, de la qual Lech Wałęsa es va convertir el desembre de 1990 en el primer president elegit lliurement. Les institucions del govern a l'exili de Londres declaren la seva dissolució i, el 22 de desembre de 1990, Kaczorowski presenta a Wałęsa les insígnies de la Presidència de la Segona República durant una solemne cerimònia al castell reial de Varsòvia.
La seva condició a Polònia després dEl 1990 és la d’un antic cap d’Estat. Es fa notar per nombroses conferències, entrevistes i viatges. És nomenat entre d'altres ciutadà honorari de les ciutats de Białystok, Cracòvia, Varsòvia i Gdynia i doctor honoris causa de les universitats de Wrocław, Opole, Białystok (UsB) i UMB.
Ryszard Kaczorowski va viure a Londres fins a la seva mort el 10 d'abril de 2010, en l'accident aeri del president polonès Lech Kaczyński a Smolensk. Va deixar enrere la seva dona, dues filles i cinc néts.

### Premis
Distingit amb l'Orde de l'Àliga Blanca i de l’Orde del Renaixement de Polònia Polonia Restituta, titular de nombroses condecoracions militars poloneses i estrangeres, Ryszard Kaczorowski havia estat distingit el 2004 per Isabel II amb la gran creu del cavaller de l'Orde de St. Miquel i Sant Jordi) (GCMG).